# Choi Jong-bum
Choi Jong-Bum (최종범?; 27 marzo 1978) è un ex calciatore sudcoreano, di ruolo centrocampista.